# ارنست رویتر
ارنست یوهانس رودلف رویتر (آلمانی: Ernst Reuter؛ ۲۹ ژوئیهٔ ۱۸۸۹ – ۲۹ سپتامبر ۱۹۵۳) یک سیاست‌مدار و شهردار برلین غربی بود.